# Hatice Sultan (1768–1822)
Hatice Sultan (* 14. Juni 1768 in Istanbul; † 17. Juli 1822 ebenda) war eine osmanische Prinzessin. Sie war die Halbschwester des Sultans Selim III.

## Leben
Hatice Sultan wurde 1768 als Tochter von Sultan Mustafa III. und dessen Ehefrau Adilşah Kadın im Topkapı-Palast geboren. Ihre zwei Jahre ältere Schwester war Beyhan Sultan, ihr Halbbruder der spätere Sultan Selim III. Nach dem Tod des Vaters im Jahr 1774 zog sie mit ihrer Mutter und der Schwester in den Eski Saray.
Am 3. November 1786 verlobte ihr Onkel Sultan Abdülhamid I. sie mit dem Wesir Seyyid Ahmed Pascha. Die Hochzeit fand sechs Tage später am 9. November 1786 statt und das Paar bezog noch am gleichen Tag einen Palast in Arnavutköy. Das Paar blieb kinderlos.
Als ihr Ehemann nach İzmit verbannt wurde, musste sie diesen begleiten. Als Seyyid Ahmed Pascha drei Jahre später zum Gouverneur von Ägypten ernannt wurde, kehrte Hatice nach Istanbul zurück. Im Jahr 1798 starb der Ehemann. Hatice heiratete nicht erneut.

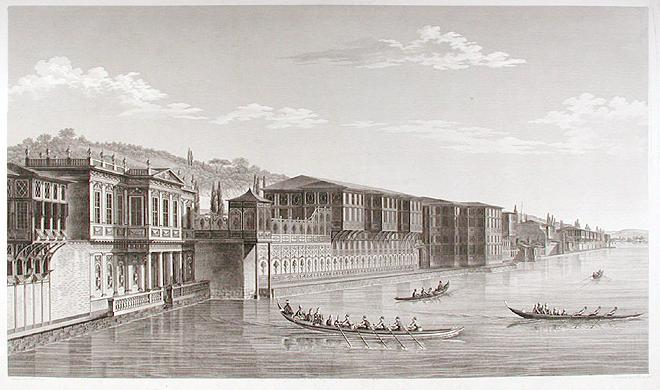
Anton Ignaz Melling, Palast von Hatice Sultan, Radierung, um 1800

Ab den 1790er Jahren arbeitete der Architekt Anton Ignaz Melling für Hatice Sultan. Melling, der in Karlsruhe geboren wurde, lebte zwischen 1784 und 1802 in Istanbul. Der Architekt erregte die Aufmerksamkeit der Prinzessin, als er für den dänischen Geschäftsträger Friedrich Hübsch arbeitete. Hatice Sultan besuchte Hübsch in dessen Villa in Büyükdere, wo ihr Melling vorgestellt wurde.
Hatice Sultan war 1791 der Neşatabad-Palast in Defterdarburnu am europäischen Ufer des Bosporus zugeteilt worden. Die Herrichtung ihres Palastes dauerte drei Jahre und wurde 1794 abgeschlossen. Die Prinzessin wählte die Innenausstattung des Palastes aus. Nach ihrem Tod wurde ihr Palast im Jahr 1845 Adile Sultan zugeteilt, die die Winter bis 1866 dort verbrachte.
Hatice stand Selim sehr nahe. Es ist bekannt, dass Sultan Selim III. seine Halbschwester häufig besuchte. Insbesondere zu Ramadan war er häufig zu Iftar-Banketten bei der Halbschwester und hatte sogar Räumlichkeiten für Übernachtungen in Defterdarburnu reserviert. Selim berichtete ihr detailliert über seine Pläne, die Muslime mit europäischer Kunst und Kultur vertraut zu machen. Diese Ideen schien sie auch für sich zu übernehmen. Auf ihr Betreiben wurde Melling Hofarchitekt von Selim III.
Melling erwarb europäische Waren für Hatice und brachte ihr auch das lateinische Alphabet bei. Hatice hatte von 1796 bis 1800 angeblich eine Beziehung zu Melling, woraufhin sich Sultan Selim von ihr distanzierte. Ein intensiver Briefwechsel zwischen Melling und Hatice Sultan blieb erhalten. Im Jahr 1800 war Melling offenbar gezwungen, seinen Dienst bei Hatice zu beenden, und verließ Mitte 1802 Istanbul endgültig. Unmittelbar danach nahm Selim seine Besuche bei Hatice wieder auf.
Im Jahr 1806 stiftete Hatice einen Brunnen am Gewürzbasar in Istanbul. Ein Jahr zuvor hatte sie im Andenken an ihre Mutter die Adilşah-Kadın-Moschee finanziert.
Hatice Sultan starb 1822 im Alter von 54 Jahren und wurde im Mausoleum von Mihrişah Sultan in Eyüp bestattet. Nach ihrem Tod wurden ihre Habseligkeiten beschlagnahmt und versteigert. Zu ihrem Nachlassinventar gehörten mehr als fünfhundert europäische Porzellanstücke, die sie als begeisterte Sammlerin von Porzellan aus Sachsen, Wien und Frankreich zusammengetragen hatte.